# Erioptera (Meterioptera) dewulfi
Erioptera (Meterioptera) dewulfi is een tweevleugelige uit de familie steltmuggen (Limoniidae). De soort komt voor in het Afrotropisch gebied.